# Willie Thomas
Willie Thomas (New York, 13 februari 1931 – Olga (Washington), 16 februari 2019) was een Amerikaanse jazztrompettist.

## Biografie
Thomas groeide op in Orlando en begon op 10-jarige leeftijd trompet te spelen. Tijdens zijn militaire diensttijd behoorde hij bij de Third Army Band, waarin toentertijd ook Wynton Kelly speelde. Vervolgens verhuisde hij naar New York om daar te gaan werken als professioneel muzikant. De eerste opnamen ontstonden in 1956, toen hij behoorde tot het Al Belletto Sextet. In 1958 speelde hij bij Woody Herman en zijn orkest. In 1959 werkte hij mee bij opnamen van het Modern Jazz Trio Plus Three (MJT + 3), verdere betrokkenen waren Frank Strozier, Harold Mabern, Bob Cranshaw en Walter Perkins. Opnamen met deze muzikanten bij Vee-Jay Records onder zijn eigen naam werden echter niet uitgebracht.
Verder werkte Thomas met Peggy Lee, het Slide Hampton Octet (met Freddie Hubbard en George Coleman), Jerry Winters, Bill Barron en Tito Puente. Tijdens de jaren 1960 keerde hij terug naar Florida. Tijdens deze periode ontstonden opnamen voor Atlantic Records. Onder zijn eigen naam nam hij in 1987 de albums Discover Jazz—Live! At the 1982 NAJE Convention (met Bunky Green) en In Love Again (1987) op. Op het gebied van de jazz was hij tussen 1956 en 1987 betrokken bij 20 opnamesessies.
Begin jaren 1990 verhuisde hij naar de staat Washington. Tijdens deze periode hield hij zich ook bezig als auteur. Hij schreef de leerboekenreeks Jazz Anyone?, die werd gepubliceerd bij Alfred Music. Hij was lid van de International Association for Jazz Education en werd in 1994 opgenomen in de International Association of Jazz Educators' Jazz Education Hall of Fame. Verder leidde Thomas de website JazzEveryone.com, die hij kwalificeerde als The Authentic Bebop Guide. Tot op gevorderde leeftijd speelde hij in de Funtime Blues Band en onderwees hij via Skype. Thomas woonde in zijn latere jaren op het tot de San Juan Islands behorende Burolic Orcas Island in het noordwesten van de staat Washington. Hij overleed aldaar in 2019 op 88-jarige leeftijd.